# Атанас Славов (политик)
Вижте пояснителната страница за други личности с името Атанас Славов.
Атанас Владиславов Славов е български юрист конституционалист, преподавател и политик. Народен представител в XLV, XLVI, XLVII, XLVIII, XLIX и LI народно събрание. Избран от XLIX народно събрание за министър на правосъдието в правителството на Николай Денков.

## Биография
Роден е на 3 декември 1979 г. в Усогорск в Коми, СССР. Завършва право в Юридическия факултет на Софийския университет „Св. Климент Охридски“. Защитава докторат по конституционно право в Софийския университет и по право в Университета на Глазгоу. Преподавател по публичноправни науки в Софийския университет. Автор е на монографиите „Гражданското участие в конституционната демокрация“ (Сиела, 2017) и „Върховенството на конституцията. Същност и гаранции“ (2010) и на десетки статии и студии.
Работи като адвокат от гражданския сектор. Съветник е по конституционни въпроси на вицепремиера и министър на правосъдието Христо Иванов (2014 – 2015) и съветник по законодателни въпроси на вицепремиера и министър на вътрешните работи (2016). Участвал е в екипа, подготвил промените в Конституцията през 2015 г., в изготвянето на Актуализираната стратегия за съдебната реформа, както и в подготовката на десетки законопроекти.
Съучредител е на гражданската инициатива „Правосъдие за всеки“. От 2017 г. до началото на 2021 г. Славов е част от екипа на Антикорупционния фонд. 

## Политическа дейност
Атанас Славов е сред учредителите на политическа партия “Да, България”. На първото заседание на Националния съвет на 12 януари 2017 г. Славов е избран за член на Изпълнителния съвет. Няколко дни по-късно е определен като координатор на експертната група “Правосъдие”, която с помощта на експерти, да подготвят основни мерки за целите на предизборната кампания и изработването на проект за предизборна платформа.
Атанас Славов трайно заема позиции по отношение на дейността на Комисията за противодействие на корупцията и за отнемане на незаконно придобитото имущество, специализираното правосъдие и прокуратурата. Според него още от създаването на КПКОНПИ има сериозен проблем в нейното функциониране и начина, по който са определени правомощията й, а по-късно се обявява за закриването на комисията. През 2019 г. той критикува предложения механизъм за разследване на “тримата големи” в съдебната система - главния прокурор и председателите на Върховния касационен съд (ВКС) и Върховния административен съд (ВАС), като настоява тази процедура да обхваща единствено главния прокурор, а останалите двама председатели на върховни съдилища да бъдат извадени от тази процедура.
Активен участник в протестите през 2020 г. Заема критична позиция за предложеният вариант за промени в Конституцията от правителството на Бойко Борисов, който според него предлага ясен път за превръщането на България от република с парламентарно управление в олигархичен режим. Той определя предвидените промени в частта за прокуратурата за по-лоши от действащите от 2015 г. .

### XLV Народно събрание
Атанас Славов е избран за народен представител от Старозагорския многомандатен избирателен район като водач на листата на “Демократична България”. Избран е за член на комисията по правни въпроси. 
В деня на първото заседание на 15 април 2021 г. заедно с останалите депутати от парламентарната група на “Демократична България” внасят в деловодството Законопроект за изменение и допълнение на Конституцията. Той е съвносител на редица законопроекти в областта на правосъдието. Обявява се категорично против идеята за създаването на ограничения за упражняването на правото на глас от български граждани, които не са си платили данъците, тъй като Конституцията не предвижда въвеждането на ценз.

### XLVI Народно събрание
Славов е избран за народен представител за втори път като водач на листата на "Демократична България" от Старозагорския многомандатен избирателен район. Още в първия ден на работа на Народното събрание става съвносител на Законопроект за изменение и допълнение на Закона за съдебната власт, който предвижда закриване на специализираните съдилища и прокуратура. Става основен говорител по законопроекта, който предвижда прехвърляне на Бюрото за защита на свидетели от прокуратурата към Министерството на правосъдието. Това остава един от малкото приети законопроекти от парламента.

### XLVII Народно събрание
Кандидатурата на Славов и на цялата листа на "Демократична България" за изборите за XLVII Народно събрание на 14 ноември 2021 г. преминава през съдебна процедура, тъй като Районната избирателна комисия в Стара Загора отказва да приеме документите, подписани с квалифициран електронен подпис без хартиено копие, заверено с "Вярно с оригинала". След решение на Административен съд - Стара Загора, листата на "Демократична България" е регистрирана за изборите, а Славов отново е неин водач. 
След като е избран за народен представител за трети път, Славов е включен в екипа на "Демократична България" за участие в консултациите с "Продължаваме Промяната" за съставяне на управленска програма. Избран е за заместник-председател на парламентарната група на ДБ. Член е на комисиите по конституционни и правни въпроси и по отбрана. 
Като член на комисията по отбрана той лансира настояването на "Демократична България" да бъде разположен многонационален съюзнически контингент България наред с изграждането на батальонна бойна група. Заема позиции в подкрепа на Украйна и налагането на санкции на Русия във връзка с нахлуването на руски войски на украинска територия, както и изпращането на военно-техническа помощ, включително и оръжие, за Украйна.
Участва активно в подготовката и дебатите по промените в Закона за съдебната власт, който предвижда закриването на специализираната прокуратура и специализираните съдилища. Той отстоява тезата, че със закриването на специализираните съд и прокуратура се възстановяват правата на всички български граждани. Застъпва се за приемането на нов закон за антикорупционната комисия, която да получи разследващи функции правомощия и инспектори.

### XLVIII Народно събрание
Става за четвърти път народен представител с листата на „Демократична България“ на изборите на 2 октомври 2022 г. от Старозагорския многомандатен избирателен район. Той е избран за председател на Комисията по конституционни въпроси. В краткия мандат на парламента защитава активно предоставянето на военно-техническа помощ на Украйна, намаляването на зависимостта на България от руския газ и необходимостта от конституционни промени за ограничаване на ролята на главния прокурор. Той е един от авторите на жалбата до Конституционния съд срещу промените в Изборния кодекс, с които се намалява ефектът от използването на машини в изборния процес.

### XLIX Народно събрание
Атанас Славов е избран за народен представител в 49-ото Народно събрание от листата на „Продължаваме промяната – Демократична България“ в 27 МИР – Стара Загора на изборите на 2 април 2023 г. Впоследствие е избран от парламента за министър на правосъдието в кабинет с министър-председател Николай Денков. 

### LI Народно събрание
Славов е избран за народен представител от листата на "Продължаваме Промяната - Демократична България" в 26-и многомандатен избирателен район София-област на предсрочните парламентарни избори на 27 октомври 2024 г.

## Министър на правосъдието
Атанас Славов става министър на правосъдието, след като правителството на Николай Денков полага клетва на 6 юни 2023 г. Той е единствен представител на "Да, България".
Два дни по-късно Славов обявява, че ще внесе в пленума на Висшия съдебен съвет точка за отстраняването на Иван Гешев като главен прокурор на България. На 9 юни 2023 г. председателства 14-часово заседание на ВСС по искането за предсрочно освобождаване на Гешев, след което обявява, че ще постави на обсъждане във ВСС казуса с отношенията и зависимостите в съдебната власт около ресторанта “Осемте джуджета” заради изнесените твърдения за натиск над магистрати. Заявява пред медиите, че отстраняването на Гешев без промяна в конституционните правила не решава проблема с корупцията по високите етажи на властта. Впоследствие изразява съмнение в легитимността на решението на прокурорската колегия на ВСС да избере Борислав Сарафов за временно изпълняващ функциите на главен прокурор. Като министър на правосъдието завежда дело във Върховния административен съд срещу решението на прокурорската колегия за избор на Сарафов, но искът му е отхвърлен.
В голяма част от мандата си Славов концентрира усилията си за приемане на промените в Конституцията във връзка със съдебната реформа. Той отстоява необходимостта от отстояване на независимостта на съдиите и създаване на механизъм за отчетност и отговорност на прокуратурата, чрез разделянето на Висшия съдебен съвет на две - на съвет на съдиите и на прокурорите, създаване на нови баланси при избора на членове на двата съвета, ограничаване на правомощията на главния прокурор, намаляване на мандата му и др. Под негово ръководство Министерството на правосъдието участва активно в съгласуването и консултирането на промените с Народно събрание и с всички заинтересованите страни на национално и европейско ниво, включително и Венецианската комисия. На 20 декември 2024 г. полага държавния печат върху приетите от Народното събрание промени в Конституцията.
Само два месеца след приемането на измененията в Конституцията министерството публикува за предварително обществено обсъждане изцяло нов Закон за съдебната власт (ЗСВ), който привежда на законово ниво новите положения в основния закон - засилване ролята и самоуправлението на съда, въвеждане на изискване за партийна неутралност за членовете на висшите органи на съдебната власт, намаляване на правомощията на главния прокурор до административен ръководител на Върховната прокуратура, регламентиране на ясни и прозрачни процедури за конкурси, кариерно развитие и командироване на магистратите. 
По време на мандата му като министър, с решение от 15 септември 2023 г. Европейската комисия прекрати Механизма за сътрудничество и проверка (МСП) спрямо България и Румъния, който съществуваше за двете държави от 2006 г. Разработена е и е предложена за обществено обсъждане концепция за регулиране на лобистките дейности, както и законопроекти за изменение на Наказателния кодекс във връзка с въвеждането на престъплението "агресия" и създаването на нова глава "Тероризъм". 
Славов обяви подкрепа на Министерството на правосъдието за т. 7 от украинската Формула за мир, лансирана от  президента на Украйна Володимир Зеленски като част от опитите за слагане на край на войната и постигане на мир. На 14 февруари 2024 г. Атанас Славов подписа Любляно-Хагската конвенция, с което България се присъедини официално към документа за международно сътрудничество в разследването и наказателното преследване на геноцид, престъпления срещу човечеството, военни престъпления и други международни престъпления.